# Hansa 3500
Der Hansa 3500 ist ein Oberklassefahrzeug der Hansa-Lloyd- und Goliath-Werke Borgward & Tecklenborg in Bremen-Hastedt.

## Geschichte
Der Prototyp wurde auf der Berliner Automobil-Ausstellung 1936 als Hansa Privat vorgestellt, die Serienfertigung begann noch im selben Jahr als Hansa 3500 Privat, nach anderen Quellen erst 1937 als Hansa 3500.
1939, nach anderen Angaben schon 1938, musste die Fertigung eingestellt werden, weil der Schell-Plan dem Unternehmen nur noch die Fertigung eines schweren Pkw-Typs mit einem Hubraum zwischen 2,0 und 3,0 Liter gestattete.

## Motor, Getriebe und Fahrwerk
Der Sechszylinder-Reihenmotor des Hansa 3500 leistete 90 PS (66 kW) bei 3600/min. Mit einer Bohrung von 82 mm und einem Hub von 100 mm betrug der Hubraum 3485 cm³. Das Verdichtungsverhältnis wurde mit 6 : 1 angegeben. Die hängenden Ventile wurden von einer seitlichen, mit Stirnrädern angetriebenen Nockenwelle über Stoßstangen und Kipphebel betätigt (OHV-Ventilsteuerung). Das Gemisch wurde von zwei Flachstromvergasern des Typs Solex 35 BFH aufbereitet.
Die Höchstgeschwindigkeit aller Karosserievarianten lag bei 125 km/h.
Der Wagen hatte ein Vierganggetriebe mit Mittelschalthebel (Knüppelschaltung). Synchronisiert waren die Fahrstufen zwei bis vier. Angetrieben wurden die Hinterräder.
Die Aufbauten waren auf einem vorn und hinten gegabelten Zentralkastenrahmen montiert. Vorn hatte der Wagen Einzelradaufhängung an zwei Querblattfedern, hinten eine Pendelschwingachse mit nur einer quer liegenden Blattfeder. Alle vier Räder wurden hydraulisch gebremst; die Handbremse wirkte auf die Hinterräder. Die Wagen waren mit einer Zentralschmierung ausgestattet.
Der Benzinverbrauch lag bei etwa 17 Liter/100 km.

## Karosserien
Der Hansa 3500 war als viertürige Limousine oder viertürige Cabriolimousine erhältlich, deren Türen jeweils an den B-Säulen angeschlagen waren – also die vorderen hinten und die hinteren vorne. Die Stromlinienkarosserien hatten einen nach hinten schräg stehenden Kühlergrill zwischen den raketenförmig ausgebildeten Scheinwerfern. Die Kotflügel waren schwungvoll nach hinten gezogen; die vorderen endeten an den A-Säulen, die hinteren in einem flach zulaufenden Heck.